# Avance (cómic)
Avance (Jessica Vale) es un personaje ficticio, una  mutante que aparece en los cómics publicados por Marvel Comics. Antes de perder sus poderes, ella tenía la habilidad de la precognición a corto plazo, por lo general con unos minutos de antelación. Ella es hermana y compañera en el  Instituto Xavier de Estudios Superiores de la estudiante Sarah Vale (nombre en clave  Red). Avance apareció por primera vez en los  Nuevos X-Men: Academia X # 12 (2005).

## Biografía ficticia del personaje

### Escuadrón Los Modelos
Avance es miembro del escuadrón de entrenamiento Los Modelos en el Instituto Xavier, donde se la votó como la "mayor reina del drama". Ella demuestra ser difícil en el grupo porque decide no participar en algunas actividades al saber sus resultados, como su derrota en una competición de toda la escuela. Mostrará siempre cara de descontento por la falta de sorpresa en la vida cotidiana debido a la naturaleza de sus poderes.

### Sin poderes
Jessica es una de las decenas de mutantes que pierden sus poderes después de los eventos del  Día M.
Se sugiere en Nuevos X-Men, vol. 2#32 que Avance está viva tras el ataque de William Stryker al autobús de estudiantes sin poderes. En esta edición, se hace un funeral en la escuela para los difuntos y mientras que su hermana Sarah es mencionada como uno de los fallecidos, Jessie no, y una chica sin nombre con una apariencia similar a ella se ve en el servicio. Además, los escritores Chris Yost y Craig Kyle confirmaron que no era uno de los estudiantes que estaba en el autobús en el momento de la explosión.

## Poderes y habilidades
Antes de perder sus poderes, Avance tenía el poder mutante de la precognición - ella podía ver el futuro inmediato mediant explosiones cortas de destellos ("visiones"), pero solo hasta unos minutos antes de que los eventos ocurrieran en realidad. Esto le influyó para tomar un enfoque fatalista de las cosas, como estar de pie al lado del campo durante un ejercicio de entrenamiento en grupo, porque una visión le mostró que su equipo sería incapaz de romper el récord de la escuela. Intentando sacarla de ese fatalismo, su asesora de escuadrón,  Rahne Sinclair, le dijo que sus visiones del futuro no podían siempre ser escritas en piedra. Si bien no lo había explorado, Jessie podría haber sido capaz de utilizar sus poderes para prever el ataque de un oponente y ser capaz de esquivarlo a tiempo. Si hubiera mantenido sus poderes después del Día M, los podría haber desarrollado hasta una categoría que potencialmente podría haberle permitido ver el futuro en el mismo nivel que  Destino cuando ella se convirtiera en adulta. Además también aprendió algunos conocimientos de combate cuerpo a cuerpo en el Instituto.